# Grünelinde
Grünelinde ist ein Wohnplatz der Gemeinde Rüdersdorf bei Berlin im Landkreis Märkisch-Oderland in Brandenburg.

## Geografische Lage
Der Wohnplatz liegt westlich des Gemeindezentrums und grenzt im Westen unmittelbar an die Gemeinde Schöneiche bei Berlin. Nordwestlich grenzt die Gemeinde Fredersdorf-Vogelsdorf an. Die Wohnbebauung konzentriert sich um die Kreisstraße 6421, die von Norden kommend in südlicher Richtung durch den Ort läuft. Hinzu kommt die Straße Grünelinde, die von Westen kommend in östlicher Richtung verläuft und im Zentrum die Kreisstraße kreuzt. Die nördlich, nordöstlich und westlich gelegenen Flächen sind bewaldet und Bestandteil der Schönebecker Heide, während die südöstlich gelegenen Flächen vorzugsweise landwirtschaftlich genutzt werden.

## Geschichte
Der Wohnplatz wurde erstmals 1797 bereits mit seiner heute noch verwendeten Schreibweise Grünelinde urkundlich erwähnt. Es handelte sich um ein Vorwerk des Gutes Fredersdorf, in dem im genannten Jahr 14 Personen lebten, die eine Feuerstelle betrieben, d. h. einem Haushalt angehörten: ein Altsitzer und drei Hausleute oder Einlieger. Im Jahr 1815 war die Anzahl auf 15 Personen gestiegen. Das Vorwerk erschien als „bei und zu Vogelsdorf gehörig“ mit drei Einliegern und nach wie vor einer Feuerstelle. Im Jahr 1817 lebten nur noch fünf Personen im Dorf, 1840 waren es sogar nur noch zwei. Grünelinde erschien als Vorwerk mit einem Wohnhaus; 1860 als Vorwerk mit einem Wohn- und zwei Wirtschaftsgebäuden, in denen wieder 13 Personen lebten (1858). Bis 1925 stieg die Anzahl auf 43 Personen. Im Jahr 1927 erschien Grünelinde erneut als Vorwerk und kam vermutlich 1928 zur Gemeinde Rüdersdorf. Es war 1931 Stadtgut und ein Jahr später Wohnplatz von Rüdersdorf bei Berlin. Nach dem Zweiten Weltkrieg gründeten in der DDR fünf Bauern eine LPG, die 1960 bereits 145 Mitglieder aufwies und als Typ III insgesamt 951 Hektar Fläche bewirtschaftete. Die Bewohner waren zu jeder Zeit nach Vogelsdorf eingekircht.

## Kultur und Sehenswürdigkeiten
Westlich des Wohnplatzes liegt auf der Gemarkung von Schöneiche bei Berlin das Naturdenkmal Egelpfuhle am Stier, ein zwei Hektar großes Naturschutzgebiet.